# Potenciál globálního oteplování
Potenciál globálního oteplování (PGO, často také GWP z anglického global warming potential) je měřítkem toho, kolik tepla v atmosféře zachytí skleníkový plyn v určitém časovém horizontu ve vztahu k oxidu uhličitému. Porovnává množství tepla zachyceného určitou hmotností daného plynu s množstvím tepla zachyceného stejnou hmotností oxidu uhličitého a vyjadřuje se jako činitel oxidu uhličitého (jehož potenciál globálního oteplování je standardizován na 1).
PGO se počítá ke konkrétnímu časovému horizontu, obvykle 20, 100 nebo 500 let. Uživatelská volba tohoto časového horizontu může výrazně ovlivnit numerické hodnoty získané pro ekvivalenty oxidu uhličitého. V Páté hodnotící zprávě Mezivládního panelu pro změnu klimatu má metan životnost 12,4 let a díky zpětné vazbě klima-uhlíkové cyklu má potenciál globálního oteplování 86 v průběhu 20 let a 34 pro 100 let v reakci na emise. Při změně časového horizontu z 20 na 100 let se proto PGO pro metanu snižuje přibližně 2,5krát.
PGO závisí na následujících faktorech:
- absorpce infračerveného záření danými částicemi plynu
- spektrální umístění jejích absorbujících vlnových délek
- životnost částice plynu v atmosféře

Vysoký PGO tedy koreluje s velkou absorpcí infračerveného záření a dlouhou životností v atmosféře. Závislost PGO na vlnové délce absorpce je složitější. I když plyn absorbuje záření při určité vlnové délce, nemusí to ovlivnit jeho PGO, pokud atmosféra již absorbuje nejvíce záření při této vlnové délce. Plyn má největší účinek, pokud absorbuje v „okně“ vlnových délek, kde je atmosféra prozatím poměrně průhledná. Závislost PGO jako funkce vlnové délky byla nalezena empiricky a byla publikována jako graf.
Protože PGO skleníkového plynu závisí přímo na jeho infračerveném spektru, je použití infračervené spektroskopie ke studiu skleníkových plynů zcela zásadní ve snaze porozumět dopadu lidských činností na globální oteplování.
Látky podléhající omezením podle Kjótského protokolu buď rychle zvyšují své koncentrace v zemské atmosféře, nebo mají velký PGO.

## Výpočet potenciálu globálního oteplování
Stejně jako radiační působení poskytuje zjednodušený způsob porovnávání různých faktorů, o nichž se předpokládá, že vzájemně ovlivňují klimatický systém, jsou potenciály globálního oteplování (PGO) jedním typem zjednodušeného indexu založeného na radiačních vlastnostech, které lze použít k odhadu potenciálu budoucnostního dopadu emisí různých plynů na klimatický systém v relativním smyslu. PGO je založen na řadě faktorů, včetně radiačního působení (schopnost absorbovat infračervené záření) každého plynu vzhledem k účinnosti oxidu uhličitého, jakož i rychlosti rozpadu každého plynu (množství odebrané z atmosféry za daný počet let) ve srovnání s oxidem uhličitým.
Kapacita radiačního působení (RP) je množství energie na jednotku plochy, na jednotku času, absorbované skleníkovým plynem, které by jinak bylo ztraceno do vesmíru. Lze ji vyjádřit vzorcem:
{\displaystyle {\mathit {RP}}=\sum _{n=1}^{100}{\mathit {Abs}}_{i}\cdot F_{i}/({\mathit {delka\ cesty}}\cdot {\mathit {hustota}})}
kde index i představuje interval 10 inverzních centimetrů. Absi představuje integrovaný infračervené absorbance vzorku v tomto intervalu a Fi představuje RP pro tento interval.[zdroj?]
Mezivládní panel pro změnu klimatu (IPCC) poskytuje obecně uznávané hodnoty pro PGO, které se mírně změnily v letech 1996 až 2001. Přesná definice způsobu výpočtu potenciálů je uvedena ve Třetí hodnotící zprávě IPCC z roku 2001. PGO je definován jako poměr časově integrovaného radiačního působení z okamžitého uvolnění 1 kg sledované látky vzhledem k hmotnosti 1 kg referenčního plynu:
{\displaystyle {\mathit {PGO}}\left(x\right)={\frac {\int _{0}^{\mathit {TH}}a_{x}\cdot \left[x(t)\right]dt}{\int _{0}^{\mathit {TH}}a_{r}\cdot \left[r(t)\right]dt}}}
kde TH je časový horizont, během kterého se uvažuje výpočet; ax je radiační působení kvůli jednotkovému zvýšení atmosférického nadbytku látky (tj. Wm−2 kg−1) a [x (t)] je časově závislý rozpad nadbytku látky po okamžitém uvolnění v čase t = 0. Jmenovatel obsahuje odpovídající množství pro referenční plyn (tj CO2). Radiační působení ax a ar nemusí být v průběhu času nutně konstantní. Zatímco absorpce infračerveného záření mnoha skleníkovými plyny kolísá lineárně s jejich nadbytkem, několik důležitých z nich vykazuje nelineární chování pro současné a pravděpodobné budoucí nadbytky (např. CO2, CH4 a N2O). U těchto plynů bude relativní radiační nutkání záviset na nadbytku, a tedy na budoucím scénáři, který byl přijat.
Protože všechny výpočty PGO jsou porovnány s CO2, který je nelineární, ovlivní se všechny hodnoty PGO. Předpokládáme-li jinak, jak je uvedeno výše, povede to k nižším PGO pro jiné plyny, než by tomu bylo v případě podrobnějšího přístupu. To objasňuje, zatímco zvyšující se koncentrace CO2 mají menší a menší vliv na radiační absorpci při zvyšování koncentrací ppm, tzv. výkonnější skleníkové plyny, jako je metan a oxid dusný, mají frekvence tepelné absorpce jiné než CO 2, které nejsou naplněny (nasyceny) až CO 2, takže rostoucí koncentrace těchto plynů jsou mnohem významnější.

## Význam časového horizontu
PGO látky závisí na době, pro kterou se potenciál vypočítává. Plyn, který je rychle odstraněn z atmosféry, může mít zpočátku velký účinek, ale pro delší časové období, jakmile byl odstraněn, se stává méně důležitým. Metan má tedy potenciál 34 pro časový horizont 100 let, ale 86 pro 20 let; naopak, fluorid sírový má potenciál 22 800 pro 100 let, ale 16 300 pro 20 let (dle Třetí hodnotící zprávy IPCC). Hodnota PGO závisí na tom, jak se koncentrace plynu v atmosféře v průběhu času snižuje. To často není přesně známo, a proto by hodnoty neměly být považovány za přesné. Z tohoto důvodu je při citování PGO důležité uvést odkaz na výpočet.
PGO pro směs plynů lze získat z průměru hmotnostních frakcí vážených průměrů PGO jednotlivých plynů.
Regulátoři obvykle používají časový horizont 100 let (např. organizace „Californian Air Resources Board“).

## Hodnoty
Oxid uhličitý má PGO přesně 1 (protože je základní jednotkou, se kterou jsou porovnávány všechny ostatní skleníkové plyny). Hodnoty pro jiné plyny byly odhadnuty
- na str. 714 v Páté hodnotící zprávě IPCC AR5 z roku 2013;[6] strana 732 obsahuje mnohem více sloučenin, než je níže uvedeno uvedeno.
- na str. 212 ve Čtvrté hodnotící zprávě IPCC AR4 z roku 2007;[7] tato stránka obsahuje mnohem více sloučenin, než je níže uvedeno.
- ve Třetí hodnotící zprávě IPCC TAR z roku 2001. Ta obsahuje mnohem více sloučenin, které zde nejsou zobrazeny.

| Hodnoty a životnost PGO      | Životnost v letech | Potenciál globálního oteplování (PGO) | Potenciál globálního oteplování (PGO) | Potenciál globálního oteplování (PGO) | Zdroj s / bez zpětné vazby klima-uhlíkového cyklu |
| Hodnoty a životnost PGO      | Životnost v letech | 20 let                                | 100 let                               | 500 let                               | Zdroj s / bez zpětné vazby klima-uhlíkového cyklu |
| ---------------------------- | ------------------ | ------------------------------------- | ------------------------------------- | ------------------------------------- | ------------------------------------------------- |
| Metan                        | 12,4               | 86                                    | 34                                    |                                       | 2013 s. 714 se zpětnou vazbou                     |
| Metan                        | 12,4               | 84                                    | 28                                    |                                       | 2013 s. 714 bez zpětné vazby                      |
| Oxid dusný (N2O)             | 121,0              | 268                                   | 298                                   |                                       | 2013 s. 714 se zpětnou vazbou                     |
| Oxid dusný (N2O)             | 121,0              | 264                                   | 265                                   |                                       | 2013 s. 714 bez zpětné vazby                      |
| HFC-134a (fluorovodík)       | 13.4               | 3790                                  | 1550                                  |                                       | 2013 s. 714 se zpětnou vazbou                     |
| HFC-134a (fluorovodík)       | 13.4               | 3710                                  | 1300                                  |                                       | 2013 s. 714 bez zpětné vazby                      |
| CFC-11 (chlorfluoruhlovodík) | 45,0               | 7020                                  | 5350                                  |                                       | 2013 s. 714 se zpětnou vazbou                     |
| CFC-11 (chlorfluoruhlovodík) | 45,0               | 6900                                  | 4660                                  |                                       | 2013 s. 714 bez zpětné vazby                      |
| Tetrafluorid uhličitý (CF4)  | 50000              | 4950                                  | 7350                                  |                                       | 2013 s. 714 se zpětnou vazbou                     |
| Tetrafluorid uhličitý (CF4)  | 50000              | 4880                                  | 6630                                  |                                       | 2013 s. 714 bez zpětné vazby                      |

| Hodnoty a životnost PGO       | Životnost v letech | Potenciál globálního oteplování (PGO) | Potenciál globálního oteplování (PGO) | Potenciál globálního oteplování (PGO) | Zdroj               |
| Hodnoty a životnost PGO       | Životnost v letech | 20 let                                | 100 let                               | 500 let                               | Zdroj               |
| ----------------------------- | ------------------ | ------------------------------------- | ------------------------------------- | ------------------------------------- | ------------------- |
| Perfluorotributylamin (PFTBA) |                    |                                       | 7100                                  |                                       | 2013 GRL            |
| Metan                         |                    | 96                                    | 32                                    |                                       | 2018 Sci + 2016 GRL |
| Metan                         | 12                 | 72                                    | 25                                    | 7,6                                   | 2007 str. 212       |
| Metan                         | 12                 | 62                                    | 23                                    | 7                                     | 2001                |
| Oxid dusný                    | 114                | 289                                   | 298                                   | 153                                   | 2007 str. 212       |
| Oxid dusný                    | 114                | 275                                   | 296                                   | 156                                   | 2001                |
| HFC-134a (fluorovodík)        | 14                 | 3830                                  | 1430                                  | 435                                   | 2007 str. 212       |
| HFC-134a (fluorovodík)        | 13.8               | 3300                                  | 1300                                  | 400                                   | 2001                |
| CFC-11 (chlorfluoruhlovodík)  | 45,0               | 6730                                  | 4750                                  | 1620                                  | 2007 str. 212       |
| CFC-11 (chlorfluoruhlovodík)  | 45,0               | 6300                                  | 4600                                  | 1600                                  | 2001                |
| Tetrafluormethan (CF4)        | 50000              | 5210                                  | 7390                                  | 1120                                  | 2007 str. 212       |
| Tetrafluormethan (CF4)        | 50000              | 3900                                  | 5700                                  | 8900                                  | 2001                |
| HFC-23 (fluorovodík)          | 270                | 12 000                                | 14 800                                | 12 200                                | 2007 str. 212       |
| HFC-23 (fluorovodík)          | 260                | 9400                                  | 12 000                                | 10 000                                | 2001                |
| fluorid sírový                | 3200               | 16 300                                | 22 800                                | 32 600                                | 2007 str. 212       |
| fluorid sírový                | 3200               | 15 100                                | 22 200                                | 32 400                                | 2001                |

Hodnoty uvedené v tabulce předpokládají, že je uvolněna stejná hmotnost sloučeniny; rozdílné poměry budou výsledkem přeměny jedné látky na druhou. Například spalování metanu na oxid uhličitý by snížilo dopad globálního oteplování, ale o menší činitel než 25: 1, protože hmotnost spáleného metanu je menší než hmotnost uvolněného oxidu uhličitého (poměr 1: 2,74). Pokud se začne s 1 tunou metanu, který má PGO 25, po spálení se získá 2,74 tun CO2, každá tuna, která má PGO 1. Jedná se o čisté snížení o 22,26 tun PGO, čímž se sníží účinek globálního oteplování v poměru 25:2,74 (přibližně 9×).
Potenciál globálního oteplování perfluorotributylaminu (PFTBA) v časovém horizontu 100 let se odhaduje na přibližně 7100. V elektrotechnickém průmyslu se používá od poloviny 20. století pro elektronické testování a jako prostředek pro přenos tepla. PFTBA má dosud nejvyšší radiační působení (relativní účinnost skleníkových plynů, které omezuje únik dlouhovlnného záření zpět do vesmíru) jakékoli molekuly detekované v atmosféře. Vědci našli ve vzorcích vzduchu v Torontu průměrně 0,18 částic PFTBA na bilion, zatímco oxidu uhličitého je kolem 400 částic na milion.

## Vodní pára
Vodní pára je jedním z primárních skleníkových plynů, ale některé problémy brání přímému výpočtu PGO. Má hluboké infračervené absorpční spektrum s více a širšími absorpčními pásy než CO2, a také absorbuje nenulové množství radiace v její nízké absorbující spektrální oblasti. Dále její koncentrace v atmosféře závisí na teplotě vzduchu a dostupnosti vody; za použití globální průměrné teploty ~16 °C například vytváří průměrnou vlhkost ~18 000 ppm na hladině moře (CO2 je ~400 ppm takže koncentrace [H2O] / [CO2] ~ 45×). Na rozdíl od jiných skleníkových plynů se vodní pára v životním prostředí nerozkládá, takže namísto časově závislého rozpadu umělého nebo nadměrného množství molekul CO2 musí být použit průměr za určité časové období nebo jiná opatření v souladu s „časově závislým rozpadem“ uvedeným výše. Dalším problémem, který komplikuje výpočet, je rozložení teploty Země a rozdílné masy pevniny na severní a jižní polokouli.

## Další metriky: Potenciální změna globální teploty (PGT)
Potenciál změny globální teploty je dalším způsobem, jak kvantifikovat změnu poměru plynu vzhledem k CO2 v globální průměrné povrchové teplotě použité pro specifické časové období.